# Il giardino non esiste
Il giardino non esiste è un romanzo di Alberto Capitta, pubblicato nel 2008.

## Trama
La piccola Carmen vive un'infanzia felice con Romeo - padre premuroso e facoltoso commerciante - la matrigna Flora, i suoi fratellini e le tante domestiche che animano la casa. Ma è affetta da un male innominabile e un intervento chirurgico le sconvolge la vita. Sarà la brusca fine dell'infanzia e delle fantasie di bambina, il saccheggio di un giardino popolato di amici immaginari. Il mondo vero attende Carmen: la vita prepara nuovi ostacoli. Annichilita da un lutto terribile, la famiglia andrà alla deriva. La salvezza potrebbe avere il nome della zia Olga, donna votata alla libertà, capace di parlare tanto ai bambini quanto ai folli, che prende con sé la bambina, portandola su una piccola isola spazzata da un vento dispettoso. Qui la bambina cresce e si fa donna, però il passato riemerge e domanda delle scelte. Così molto altro dovrà accadere nella vita di Carmen, dentro una fiaba tragica e carica di magia linguistica, una storia emozionante che gioca con le vie misteriose che sempre compie il destino.

## Edizioni
- Alberto Capitta, Il giardino non esiste, Il Maestrale - Frassinelli, 2008,  pp. 280, ISBN 978-88-89801-48-2.